# Yanzi (sockenhuvudort i Kina, Hubei Sheng, lat 29,97, long 110,22)
Yanzi (kinesiska: 燕子, 燕子乡) är en sockenhuvudort i Kina. Den ligger i provinsen Hubei, i den centrala delen av landet, omkring 400 kilometer väster om provinshuvudstaden Wuhan. Antalet invånare är 17 796. Befolkningen består av 8 437 kvinnor och 9 359 män. Barn under 15 år utgör 14,0 %, vuxna 15-64 år 71 %, och äldre över 65 år 13,0 %.
Runt Yanzi är det ganska tätbefolkat, med 80 invånare per kvadratkilometer. Yanzi är det största samhället i trakten. I omgivningarna runt Yanzi växer i huvudsak blandskog.
Genomsnittlig årsnederbörd är 1 679 millimeter. Den regnigaste månaden är september, med i genomsnitt 288 mm nederbörd, och den torraste är december, med 16 mm nederbörd.